# Neu-Leuteritz
Neu-Leuteritz ist ein Ortsteil im Nordwesten der sächsischen Landeshauptstadt Dresden. Er gehört zur Ortschaft Cossebaude.

## Geografie

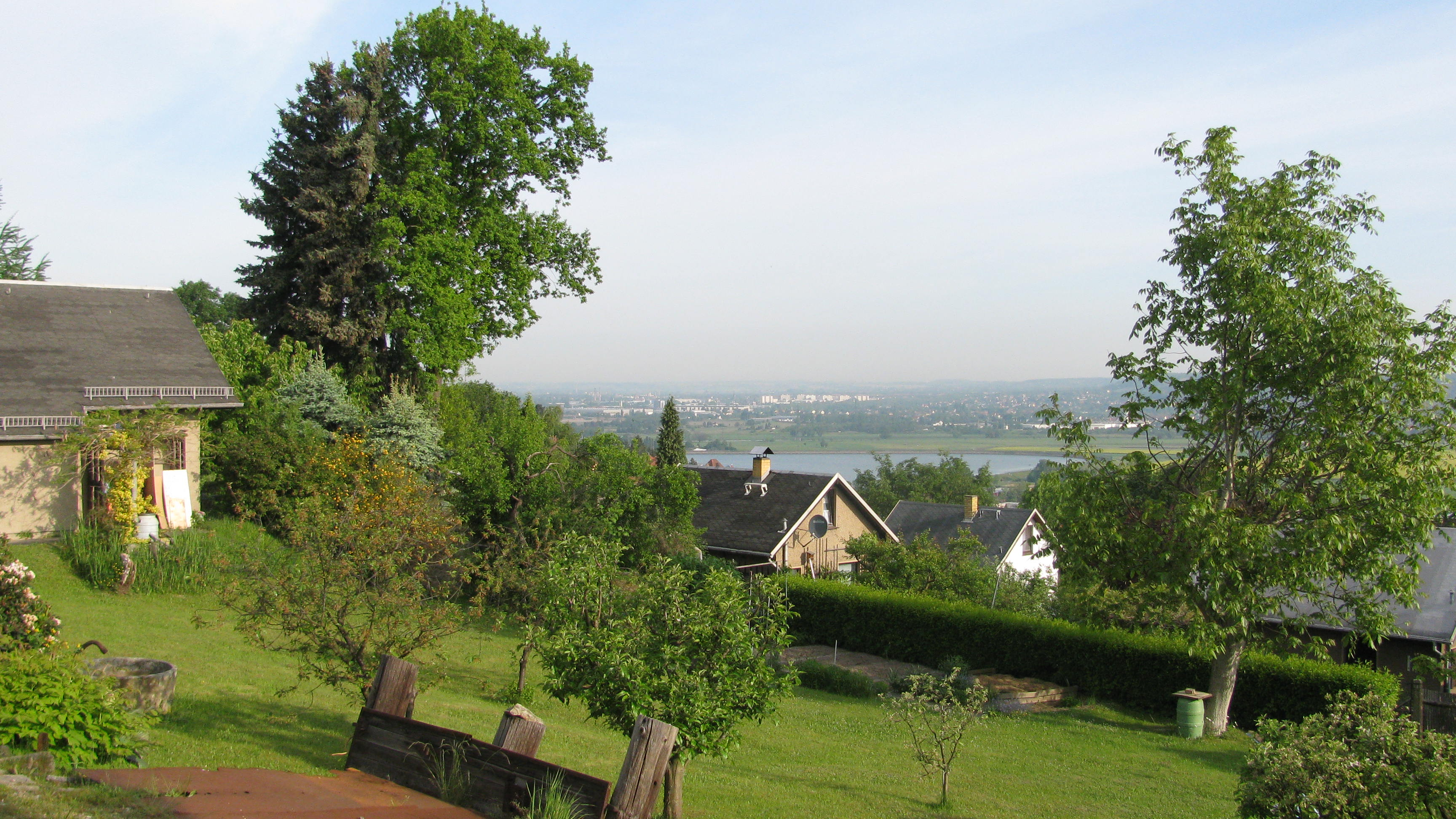
Von Neu-Leuteritz aus bietet sich eine Aussicht in den Elbtalkessel nach Radebeul, Coswig und Weinböhla.

Neu-Leuteritz liegt 9 km nordwestlich des Dresdner Stadtzentrums, der Inneren Altstadt, und befindet sich am Steilabfall des Meißner Hochlands hinunter zum Elbtalkessel. Benachbarte Ortsteile außer Cossebaude sind die Mobschatzer Ortsteile Brabschütz im Südwesten, Alt-Leuteritz im Süden und Mobschatz im Südosten. Der recht kleine Ortsteil Neu-Leuteritz hat keine eigene Gemarkung. Er erstreckt sich vom Brunnenweg an der Albrechtshöhe weiter nach Osten bis zur Siedlung Tummelse, die sich im Wesentlichen auf den Daheimweg und den Ziegeleiweg beschränkt. Neu-Leuteritz gehört zum statistischen Stadtteil Cossebaude/Mobschatz/Oberwartha. Bei Neu-Leuteritz handelt es sich um eine Splittersiedlung, da mehrere voneinander isolierte Teile ohne Ortskern existieren.

## Geschichte

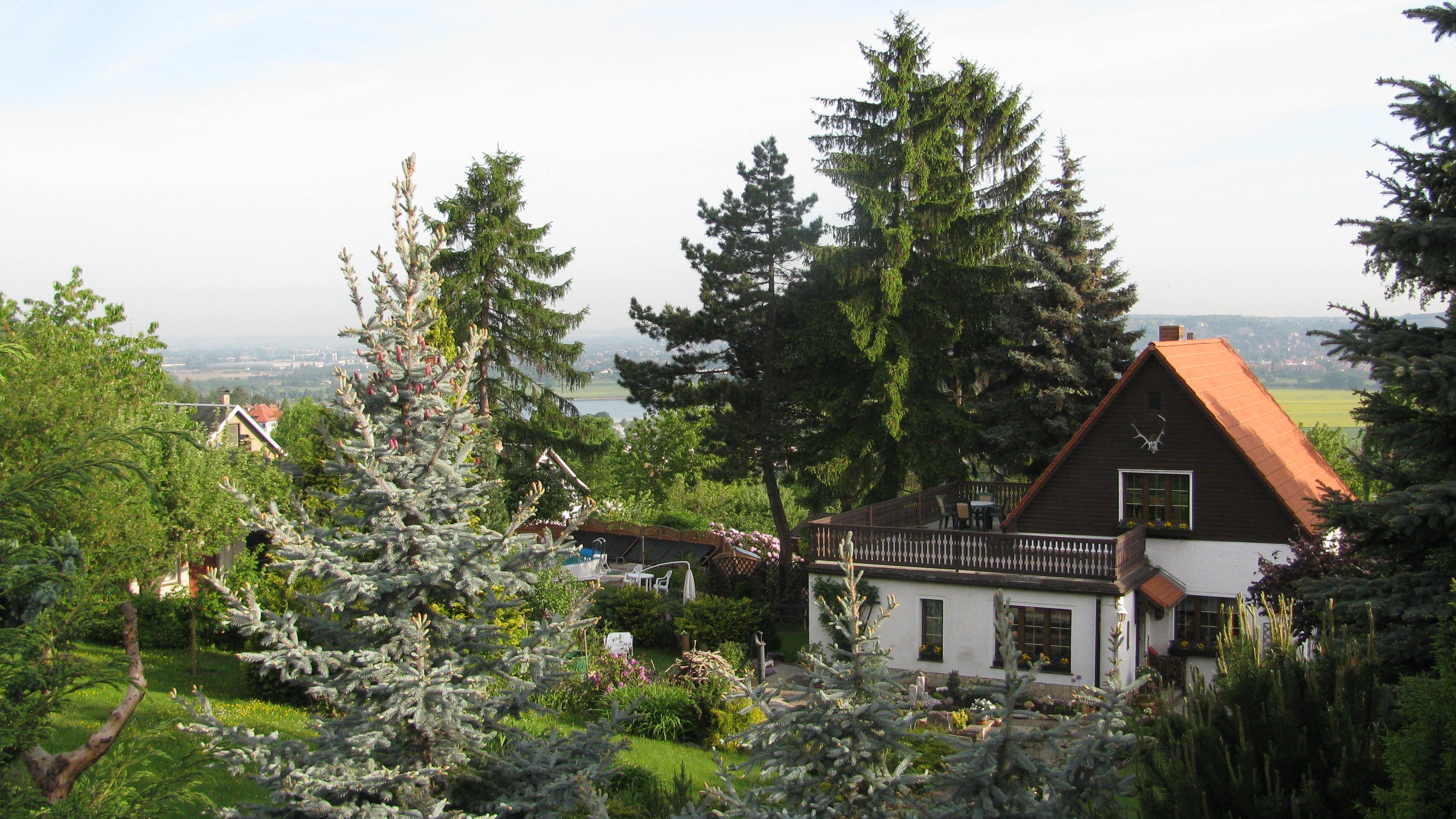
Gebäude in Neu-Leuteritz

Das heutige Neu-Leuteritz gehörte ursprünglich gemeinsam mit Alt-Leuteritz zur Gemarkung Leuteritz. Gegen Ende des 19. Jahrhunderts begannen wohlhabende Dresdner, am Elbhang Eigenheime und Villen zu errichten. Dadurch entstanden 1 km nördlich des Leuteritzer Ortskerns, des heutigen Alt-Leuteritz, die beiden Siedlungen Tummelse, das westlich vom Tummelsgrund bei Mobschatz liegt, und Neu-Leuteritz. Letzteres entwickelte sich in unmittelbarer Umgebung der Ausflugsgaststätte Albrechtshöhe. Beide Siedlungen tendierten jedoch von Anfang an mehr zu Cossebaude als zum Leuteritzer Ortskern. Im Jahr 1970 war dies dann auch ausschlaggebend dafür, die Gemeinde im Rahmen einer Gebietsreform zu trennen. Dabei wurde die Gemarkung Leuteritz auf Alt-Leuteritz reduziert und nach Brabschütz eingemeindet. Neu-Leuteritz inklusive Tummelse schied aus der Gemarkung Leuteritz aus und wurde Cossebaude zugeschlagen. Vergleichbare Fälle solcher Umflurungen in Dresden sind das nahegelegene ehemals Radebeuler Gebiet Am Fährhaus sowie Neugruna.